# Rågrund, Nagu
Rågrund är en ö nära Högsar i Nagu,  Finland.   Den ligger i Pargas stad i den ekonomiska regionen  Åboland  och landskapet Egentliga Finland. Ön ligger omkring 4 kilometer sydväst om Högsar, omkring 9 kilometer sydväst om Nagu kyrka,  44 kilometer sydväst om Åbo och 170 km väster om Helsingfors. Närmaste allmänna förbindelse är förbindelsebryggan vid Mattnäs som trafikeras av M/S Cheri.
Vägen mellan Petsor och Storlandet går över Rågrund.